# Adventure Game Studio
Adventure Game Studio (AGS) is een gratis te downloaden programma waarmee op eenvoudige wijze avontuurspellen kunnen worden gecreëerd, op de manier zoals in de jaren 90 Sierra en Lucasarts dat deden. Het programma is gemaakt door de Britse programmeur Chris Jones.
De spelers kunnen eigen personages creëren waarmee, zoals in vele adventure games, een verhaal moet worden gevolgd en een missie moet worden voltooid.
De software wordt regelmatig bijgewerkt waardoor er steeds minder fouten in AGS zitten.

## Code
Een voorbeeld van de code:
```
 
// Karakter1 loopt naar Karakter2 en zegt hallo:

 
if
 (cKarakter2.Room == cKarakter1.Room)
 
{

    cKarakter1.Walk(200, 120, eBlock, eAnywhere);
    cKarakter1.FaceCharacter(cKarakter2, eBlock);
    cKarakter1.Say("
Hallo Karakter2, hoe gaat het?
");
    cKarakter2.Say("
Hallo, met mij gaat het goed. Zou je deze sleutel willen hebben
");
    cKarakter1.AddInventory(iSleutel);
 
}
```